# Гран-прі Далласа
Гран-прі Далласа (англ. Dallas Grand Prix) — етап Чемпіонату світу Формули-1 у 1984 році. У 1985 році гонку було скасовано через фінансові труднощі та проблеми з безпекою. Гран-прі Далласа став етапом американської серії Trans-Am у 1988 році.
Спочатку гонка проходила на трасі Фейр-Парк, а потім у 1989 році переїхала до сусіднього міста Еддісон. У 1993 році гонку перемістили на тимчасову вуличну трасу навколо арени Reunion, на той час домівки для багатьох спортивних команд Далласа.

## Історія

### Формула-1
Гран-прі Далласа було ідеєю місцевих бізнесменів Ларрі Вордропа та Дона Вокера, які хотіли надати своєму місту більшого міжнародного статусу. Ідея полягала в тому, щоб прокласти трасу для перегонів в Фейр-Парку за межами міста.
Гоночний вікенд проходив у липні 1984 року, в жахливу спеку, яка досягала понад 40 °C. Постачальник шин Goodyear зафіксував рекордну температуру траси — 66 °C. Спека та навантаження від швидких болідів Формули-1 спричинили руйнування асфальтного покриття на трасі. Найджел Менселл та його напарник по команді Еліо де Анджеліс зайняли перший ряд стартової решітки, кваліфікувавшись першим і другим відповідно. Це сталося вперше після Гран-прі Нідерландів 1978 року, коли обидва боліди Lotus займали перші дві позиції на старті. Гонка, яка мала тривати 68 кіл, була перервана через обмеження в дві години, передбачені регламентом, коли лідер, Кеке Росберг, перетнув фініш на 67-му колі, подолавши 261,367 км за 2 год 1 хв, із середньою швидкістю 129,201 км/год. Найджел Менселл знепритомнів, намагаючись  доштовхати до фінішу свій зламаний Lotus-Renault, але був класифікований шостим. Лише вісім пілотів із двадцяти п'яти завершили гонку, чотирнадцять пілотів зійшли через зіткнення з бар'єрами. Тріумф Росберга приніс першу перемогу для двигунів Honda після повернення в Формулу-1.
Гнітюча спека була однією із причин того, що гонка 1984 року стала першим і єдиним Гран-прі Далласа, що увійшов до календаря Формули-1. Наступного року гонка в Далласі була замінена на Гран-прі Австралії. Формула-1 повернулася до штату Техас в 2012 році, для проведення Гран-прі США на новоствореній Трасі Америк.

### Trans-Am
У 1988 році Гран-прі Далласа знову з’явилося в гоночному календарі, але не Формули-1, а американського чемпіонату спорткарів Trans-Am. Гонка була проведена знову в Фейр-Парку на модифікованій і скороченій трасі, що раніше використовувалася Формулою-1. У 1989 році гонку було перенесено на трасу, що розташовувалась на злітно-посадкових смугах аеропорту Еддісон, у північному передмісті Далласа.
У 1993 році гонку знову перенесли на трасу, розташовану на стоянці арени Reunion. В 1996 році було проведено останній Гран-прі Далласа, а перемогу в ньому здобув канадець Рон Фелловс.

## Переможці Гран-прі Далласа
Рожевим фоном вказані перегони, які не входили до Чемпіонату Світу Формули-1.

| Рік         | Пілот          | Конструктор    | Траса            | Клас           | Звіт           |
| ----------- | -------------- | -------------- | ---------------- | -------------- | -------------- |
| 1984        | Кеке Росберг   | Williams-Honda | Фейр-Парк        | Формула-1      | Звіт           |
| 1985 – 1987 | Не проводилося | Не проводилося | Не проводилося   | Не проводилося | Не проводилося |
| 1988        | Герлі Гейвуд   | Audi           | Фейр-Парк        | Trans-Am       | Звіт           |
| 1989        | Дорсі Шредер   | Ford           | Аеропорт Еддісон | Trans-Am       | Звіт           |
| 1990        | Ірв Гоерр      | Oldsmobile     | Аеропорт Еддісон | Trans-Am       | Звіт           |
| 1991        | Ірв Гоерр      | Oldsmobile     | Аеропорт Еддісон | Trans-Am       | Звіт           |
| 1992        | Не проводилось | Не проводилось | Не проводилось   | Не проводилось | Не проводилось |
| 1993        | Джек Болдвін   | Chevrolet      | Арена Reunion    | Trans-Am       | Звіт           |
| 1994        | Рон Фелловс    | Ford           | Арена Reunion    | Trans-Am       | Звіт           |
| 1995        | Не проводилось | Не проводилось | Не проводилось   | Не проводилось | Не проводилось |
| 1996        | Рон Фелловс    | Chevrolet      | Арена Reunion    | Trans-Am       | Звіт           |
| Джерело:    |                |                |                  |                |                |